# Cricetulus lama
Cricetulus lama är en gnagare i släktet råtthamstrar som förekommer i Tibet. Populationen infogas ofta som synonym i Cricetulus kamensis men sedan tidig 2000-talet godkänns den av flera zoologer som art.
Arten blir 8,6 till 10,3 cm lång (huvud och bål), har en 4 till 5 cm lång svans och väger 24 till 39 g. Bakfötterna är 1,5 till 1,8 cm långa och öronen är 1,4 till 1,8 cm stora. Pälsen är på ovansidan ljusare gråbrun jämförd med Cricetulus kamensis och det saknas fläckar. På undersidan förekommer kort vitaktig päls. Övergången mellan den vita undersidan och den gråbruna ovansidan bildar ingen vågig linje. Den ganska korta svansen har en mörk ovansida och en ljus undersida.
Cricetulus lama har troligen samma beteende som andra råtthamstrar.
Det finns troligen inga hot för beståndet. Arten listas av IUCN som livskraftig (LC).